# Almira (Waszyngton)
Almira – miasto w Stanach Zjednoczonych, w stanie Waszyngton, w hrabstwie Lincoln.